# Saltina
La Saltina è un torrente della Svizzera, affluente del Rodano.
Dal punto di vista orografico separa le Alpi Lepontine a est dalle Alpi Pennine a ovest.

## Percorso
Nasce dalla confluenza dei torrenti Ganterbach e Taferna all'altezza di Schallberg e si getta nel Rodano all'altezza di Briga, a 691 m s.l.m. Il suo corso si trova interamente nel Canton Vallese. Il bacino idrografico è di 78 km² ed è lungo circa 8 km.
Tra i suoi affluenti ci sono la Nesselbach e la Bärgeri.
Il 24 settembre 1993, nella cittadina di Briga, il livello della Saltina è cresciuto a dismisura in poche ore, a seguito di forti precipitazioni atmosferiche, verificatesi sul massiccio del Sempione, che hanno trascinato a valle grandi quantità di detriti. Il ponte posto a monte del cono di deiezione, trattenendo parte dei detriti, ha causato lo straripamento del torrente e determinato gravi danni alla cittadina (tronchi e rocce per circa 250.000 m³ si sono depositati per le strade).